# Мишкинский район (Башкортостан)
Ми́шкинский райо́н (баш. Мишкә районы) — административно-территориальная единица (район) и муниципальное образование (муниципальный район) в её границах под наименованием муниципальный район Мишкинский район (баш. Мишкә районы муниципаль районы) в составе Республики Башкортостан Российской Федерации.
Административный центр — село Мишкино.

## География
Район расположен севернее Уфы. Площадь составляет 1689 км2. Расположен на стыке Прибельской увалисто-волнистой равнины и Уфимского плато. Находится в тёплом, незначительно засушливом агроклиматическом регионе. Климат умеренно континентальный. По территории района протекает река Бирь. Распространены серые и тёмно-серые лесные почвы. Широколиственные, смешанные и темнохвойные леса занимают 33,1 % территории района. По территории района проходят региональные автомобильные дороги Уфа — Янаул, Бирск — Сатка.

## История
Район образован 20 августа 1930 года в результате реорганизации Бирского кантона, когда, согласно постановлению президиума ВЦИК, было ликвидировано разделение Башкирской АССР на кантоны и образовано 48 районов.

## Население
| 1939    | 1959    | 1970    | 1979    | 1989    | 1998    | 1999    | 2000    | 2001    |
| ------- | ------- | ------- | ------- | ------- | ------- | ------- | ------- | ------- |
| 48 838  | ↘38 139 | ↘37 256 | ↘32 710 | ↘28 603 | ↘27 925 | ↘27 890 | ↘27 814 | ↘27 747 |
| 2002    | 2003    | 2004    | 2005    | 2006    | 2007    | 2008    | 2009    | 2010    |
| ↘27 099 | ↘26 718 | ↘26 630 | ↘26 619 | ↘26 535 | ↘26 390 | →26 390 | ↘26 356 | ↘25 318 |
| 2012    | 2013    | 2014    | 2015    | 2016    | 2017    | 2018    | 2019    | 2021    |
| ↘24 757 | ↘24 498 | ↘24 179 | ↘23 893 | ↘23 641 | ↘23 419 | ↘23 136 | ↘22 601 | ↘21 987 |

Согласно прогнозу Минэкономразвития России, численность населения будет составлять:
- 2024 — 22,75 тыс. чел.
- 2035 — 20,98 тыс. чел.

### Национальный состав
Согласно Всероссийской переписи населения 2010 года: марийцы — 71,5 %, татары — 16 %, русские — 7,1 %, башкиры — 4,9 %, лица других национальностей — 0,5 %.
По итогам переписи населения 2020 года проживали следующие национальности (национальности менее 0,1 % и другое см. в сноске к строке «Другие»):
| Национальность | Численность, чел. | Доля     |
| -------------- | ----------------- | -------- |
| Марийцы        | 14 618            | 66,48 %  |
| Татары         | 3265              | 14,85 %  |
| Русские        | 1506              | 6,85 %   |
| Башкиры        | 1126              | 5,12 %   |
| Чуваши         | 23                | 0,10 %   |
| Другие         | 1449              | 6,60 %   |
| Итого          | 21 987            | 100,00 % |

### Языковой состав
Согласно Всероссийской переписи населения 2010 года родными языками населения являлись: марийский — 70,5 %, 
татарский — 16,1 %, русский — 8,7 %, башкирский — 4,9 %.
Согласно Всероссийской переписи населения 2020 года родными языками населения являлись: марийский — 69,3 %, 
татарский — 15,1 %, русский — 10,2 %, башкирский — 4,7 %.

## Административно-муниципальное устройство
В Мишкинский район как административно-территориальную единицу республики входит 14 сельсоветов.
С 2004 года в Мишкинском муниципальном районе 77 населённых пунктов в составе 14 сельских поселений:
| №  | Сельские поселения           | Административный центр  | Количество населённых пунктов | Население | Площадь, км2 |
| -- | ---------------------------- | ----------------------- | ----------------------------- | --------- | ------------ |
| 1  | Акбулатовский сельсовет      | деревня Новоакбулатово  | 4                             | ↘973      | 75,99        |
| 2  | Баймурзинский сельсовет      | деревня Баймурзино      | 8                             | ↘1444     | 87,47        |
| 3  | Большесухоязовский сельсовет | деревня Большесухоязово | 3                             | ↘1455     | 63,68        |
| 4  | Большешадинский сельсовет    | деревня Большие Шады    | 6                             | ↘903      | 141,97       |
| 5  | Ирсаевский сельсовет         | деревня Ирсаево         | 5                             | ↘1654     | 76,06        |
| 6  | Кайраковский сельсовет       | деревня Кайраково       | 5                             | ↘1657     | 92,31        |
| 7  | Камеевский сельсовет         | село Камеево            | 7                             | ↘1084     | 122,81       |
| 8  | Мавлютовский сельсовет       | село Татарбаево         | 5                             | ↘616      | 124,22       |
| 9  | Мишкинский сельсовет         | село Мишкино            | 8                             | ↗7733     | 253,42       |
| 10 | Новотроицкий сельсовет       | село Новотроицкое       | 6                             | ↘1049     | 160,71       |
| 11 | Староарзаматовский сельсовет | деревня Малонакаряково  | 5                             | ↘1213     | 224,11       |
| 12 | Тынбаевский сельсовет        | деревня Тынбаево        | 5                             | ↘1134     | 76,46        |
| 13 | Урьядинский сельсовет        | деревня Урьяды          | 5                             | ↘782      | 111,46       |
| 14 | Чураевский сельсовет         | село Чураево            | 5                             | ↘1439     | 78,44        |

| №  | Населённый пункт  | Тип                          | Население | Муниципальное образование    |
| -- | ----------------- | ---------------------------- | --------- | ---------------------------- |
| 1  | Андреевка         | деревня                      | ↗43       | Кайраковский сельсовет       |
| 2  | Бабаево           | село                         | ↘190      | Камеевский сельсовет         |
| 3  | Баймурзино        | деревня                      | ↘587      | Баймурзинский сельсовет      |
| 4  | Байтурово         | деревня                      | ↘273      | Камеевский сельсовет         |
| 5  | Баш-Байбаково     | деревня                      | ↗58       | Урьядинский сельсовет        |
| 6  | Бикшиково         | деревня                      | ↘277      | Кайраковский сельсовет       |
| 7  | Бирюбаш           | деревня                      | ↘378      | Новотроицкий сельсовет       |
| 8  | Большесухоязово   | деревня                      | ↘604      | Большесухоязовский сельсовет |
| 9  | Большие Шады      | деревня                      | ↘533      | Большешадинский сельсовет    |
| 10 | Букленды          | деревня                      | ↘307      | Чураевский сельсовет         |
| 11 | Верхнесорокино    | деревня                      | ↗412      | Ирсаевский сельсовет         |
| 12 | Восход            | деревня                      | ↗15       | Мишкинский сельсовет         |
| 13 | Елышево           | деревня                      | ↗433      | Ирсаевский сельсовет         |
| 14 | Изимарино         | деревня                      | ↘312      | Тынбаевский сельсовет        |
| 15 | Иликово           | деревня                      | ↘156      | Баймурзинский сельсовет      |
| 16 | Ирсаево           | деревня                      | ↗531      | Ирсаевский сельсовет         |
| 17 | Ишимово           | деревня                      | ↘193      | Баймурзинский сельсовет      |
| 18 | Иштыбаево         | деревня                      | ↘295      | Большешадинский сельсовет    |
| 19 | Кайраково         | деревня                      | ↗585      | Кайраковский сельсовет       |
| 20 | Калмазан          | деревня                      | ↗87       | Большешадинский сельсовет    |
| 21 | Камеево           | село                         | ↘693      | Камеевский сельсовет         |
| 22 | Карасимово        | деревня                      | ↘115      | Большешадинский сельсовет    |
| 23 | Каргино           | деревня                      | ↗556      | Кайраковский сельсовет       |
| 24 | Кигазытамаково    | деревня                      | ↘184      | Мишкинский сельсовет         |
| 25 | Кочкильдино       | деревня                      | →3        | Акбулатовский сельсовет      |
| 26 | Красный Ключ      | деревня                      | ↘3        | Камеевский сельсовет         |
| 27 | Крещенское        | деревня                      | ↘29       | Староарзаматовский сельсовет |
| 28 | Курманаево        | деревня                      | ↘428      | Большесухоязовский сельсовет |
| 29 | Кызыл-Юл          | деревня                      | ↘25       | Баймурзинский сельсовет      |
| 30 | Левицкий          | деревня                      | ↘24       | Баймурзинский сельсовет      |
| 31 | Ленинское         | село                         | ↘306      | Мишкинский сельсовет         |
| 32 | Лепешкино         | деревня                      | ↗299      | Баймурзинский сельсовет      |
| 33 | Мавлютово         | деревня                      | ↗23       | Мавлютовский сельсовет       |
| 34 | Маевка            | деревня                      | ↗49       | Чураевский сельсовет         |
| 35 | Малонакаряково    | деревня                      | ↘454      | Староарзаматовский сельсовет |
| 36 | Малые Шады        | деревня                      | ↗91       | Большешадинский сельсовет    |
| 37 | Митряево          | деревня                      | ↗254      | Ирсаевский сельсовет         |
| 38 | Михайловка        | деревня                      | ↘0        | Новотроицкий сельсовет       |
| 39 | Мишкино           | село, административный центр | ↗6415     | Мишкинский сельсовет         |
| 40 | Нижнесорокино     | деревня                      | ↘197      | Ирсаевский сельсовет         |
| 41 | Николаевка        | деревня                      | →0        | Камеевский сельсовет         |
| 42 | Новоакбулатово    | деревня                      | ↘514      | Акбулатовский сельсовет      |
| 43 | Нововаськино      | деревня                      | ↗172      | Мишкинский сельсовет         |
| 44 | Новокарачево      | деревня                      | ↘114      | Мавлютовский сельсовет       |
| 45 | Новокильметово    | деревня                      | ↘151      | Баймурзинский сельсовет      |
| 46 | Новоключево       | деревня                      | ↘154      | Мишкинский сельсовет         |
| 47 | Новониколаевка    | деревня                      | ↘154      | Тынбаевский сельсовет        |
| 48 | Новосафарово      | деревня                      | ↘21       | Урьядинский сельсовет        |
| 49 | Новотроицкое      | село                         | ↘450      | Новотроицкий сельсовет       |
| 50 | Озерки            | деревня                      | ↘226      | Староарзаматовский сельсовет |
| 51 | Октябрь           | деревня                      | ↗151      | Чураевский сельсовет         |
| 52 | Раевка            | деревня                      | ↘167      | Чураевский сельсовет         |
| 53 | Рефанды           | деревня                      | ↘249      | Новотроицкий сельсовет       |
| 54 | Русское Байбаково | деревня                      | ↘107      | Камеевский сельсовет         |
| 55 | Сабаево           | деревня                      | ↗216      | Урьядинский сельсовет        |
| 56 | Сосновка          | деревня                      | ↘615      | Большесухоязовский сельсовет |
| 57 | Староакбулатово   | деревня                      | ↘151      | Акбулатовский сельсовет      |
| 58 | Староарзаматово   | деревня                      | ↘570      | Староарзаматовский сельсовет |
| 59 | Староатнагулово   | деревня                      | ↗83       | Мавлютовский сельсовет       |
| 60 | Староваськино     | деревня                      | ↗529      | Мишкинский сельсовет         |
| 61 | Старокульчубаево  | деревня                      | ↘400      | Тынбаевский сельсовет        |
| 62 | Старонакаряково   | село                         | ↘50       | Староарзаматовский сельсовет |
| 63 | Татарбаево        | село                         | ↘445      | Мавлютовский сельсовет       |
| 64 | Терекеево         | деревня                      | ↘130      | Мавлютовский сельсовет       |
| 65 | Тигирменево       | деревня                      | ↘241      | Баймурзинский сельсовет      |
| 66 | Токтарово         | деревня                      | ↘162      | Тынбаевский сельсовет        |
| 67 | Тынбаево          | деревня                      | ↘397      | Тынбаевский сельсовет        |
| 68 | Укозяш            | деревня                      | ↘156      | Новотроицкий сельсовет       |
| 69 | У-Марий           | деревня                      | →0        | Камеевский сельсовет         |
| 70 | Унур              | деревня                      | →0        | Мишкинский сельсовет         |
| 71 | Урьяды            | деревня                      | ↘221      | Урьядинский сельсовет        |
| 72 | Худяковка         | деревня                      | →0        | Новотроицкий сельсовет       |
| 73 | Чебыково          | деревня                      | ↗495      | Кайраковский сельсовет       |
| 74 | Чураево           | село                         | ↗984      | Чураевский сельсовет         |
| 75 | Юбайкулево        | деревня                      | →19       | Большешадинский сельсовет    |
| 76 | Янагушево         | село                         | ↘410      | Урьядинский сельсовет        |
| 77 | Яндыганово        | деревня                      | ↘391      | Акбулатовский сельсовет      |

## Экономика
Район сельскохозяйственный. Площадь сельскохозяйственных угодий составляет 150 500 га, в том числе: пашен — 76 000 га, пастбищ — 18 700 га, сенокосов — 8 000 га. Район специализируется на возделывании зерновых культур, разведении молочно-мясного скота и свиней. Полезные ископаемые представлены месторождениями глины, песка-отощителя, известняка.

## Социальная сфера
В районе 58 общеобразовательных школ, в том числе 17 средних, музыкальная, спортивная школы, профессиональное училище в селе Мишкино, 3 больницы, 31 массовая библиотека, 59 клубных учреждений. Издаётся газета «Дружба» на русском и марийском языках.